# Chinese Super League 2008
Die Chinese Super League 2008 war die 5. Spielzeit der höchsten chinesischen Spielklasse im Fußball der Männer. Sie wurde am 29. März 2008 eröffnet und endete am 30. November 2008.
Absteiger waren Liaoning Hongyun und Wuhan Guanggu. Chinesischer Meister wurde Shandong Luneng Taishan, das sich am letzten Spieltag mit einem 0:0-Unentschieden im Heimspiel gegen Guangzhou Pharmaceutical den Titel sicherte.

## Teilnehmer der Saison 2008
| Verein                   | Stadt     | Stadion                       |
| ------------------------ | --------- | ----------------------------- |
| Beijing Guoan            | Peking    | Fengtai-Stadion               |
| Changchun Yatai          | Changchun | Changchun-Stadt-Stadion       |
| Changsha Ginde           | Changsha  | He Long-Stadion               |
| Chengdu Blades           | Chengdu   | Chengdu-Sports-Center-Stadion |
| Dalian Haichang          | Dalian    | Jinzhou-Stadion               |
| Guangzhou Pharmaceutical | Guangzhou | Yuexiushan Stadium            |
| Henan Siwu               | Zhengzhou | Zhengzhou-Hanghai-Stadion     |
| Liaoning Hongyun         | Jinzhou   | Jinzhou-Stadt-Stadion         |
| Qingdao Jonoon           | Qingdao   | Qingdao-Tiantai-Stadion       |
| Shaanxi Zhongxin         | Baoji     | Baoji-Stadt-Stadion           |
| Shandong Luneng Taishan  | Jinan     | Shandong-Provinzstadion       |
| Shanghai Shenhua         | Shanghai  | Hongkou-Stadion               |
| Shenzhen Xiangxue        | Shenzhen  | Shenzhen-Stadion              |
| Tianjin Teda             | Tianjin   | Teda Stadion                  |
| Wuhan Guanggu            | Wuhan     | Xinhualu-Stadion              |
| Zhejiang Greentown       | Hangzhou  | Hangzhou-Dragon-Stadion       |

Fußnoten
1. ↑  Ab dem 14. Spieltag wurden die Heimspiele im Tiexi New District Sports Center in Shenyang ausgetragen.
2. ↑  Ab dem 11. Spieltag wurden die Heimspiele im Shaanxi-Provinzstadion in Xi’an ausgetragen.
3. ↑  Am 8. Spieltag und am 18. Spieltag wurden die Heimspiele im Yuanshen Sports Centre Stadium ausgetragen.

## Abschlusstabelle
| Pl. | Verein                       | Sp. | S  | U  | N  | Tore    | Diff. | Punkte |
| --- | ---------------------------- | --- | -- | -- | -- | ------- | ----- | ------ |
| 1.  | Shandong Luneng Taishan      | 30  | 18 | 9  | 3  | 054:250 | +29   | 63     |
| 2.  | Shanghai Shenhua             | 30  | 17 | 10 | 3  | 058:290 | +29   | 61     |
| 3.  | Beijing Guoan                | 30  | 16 | 10 | 4  | 044:270 | +17   | 58     |
| 4.  | Tianjin Teda                 | 30  | 16 | 9  | 5  | 054:290 | +25   | 57     |
| 5.  | Shaanxi Zhongxin             | 30  | 15 | 7  | 8  | 041:290 | +12   | 52     |
| 6.  | Changchun Yatai (M)          | 30  | 12 | 9  | 9  | 053:450 | +8    | 45     |
| 7.  | Guangzhou Pharmaceutical (N) | 30  | 10 | 10 | 10 | 041:420 | −1    | 40     |
| 8.  | Qingdao Jonoon               | 30  | 10 | 9  | 11 | 039:360 | +3    | 39     |
| 9.  | Zhejiang Greentown           | 30  | 9  | 12 | 9  | 038:320 | +6    | 39     |
| 10. | Henan Siwu                   | 30  | 9  | 9  | 12 | 030:310 | −1    | 36     |
| 11. | Changsha Ginde               | 30  | 7  | 13 | 10 | 028:360 | −8    | 34     |
| 12. | Shenzhen Xiangxue            | 30  | 8  | 9  | 13 | 035:340 | +1    | 33     |
| 13. | Chengdu Blades (N)           | 30  | 7  | 11 | 12 | 030:370 | −7    | 32     |
| 14. | Dalian Haichang              | 30  | 6  | 12 | 12 | 030:400 | −10   | 30     |
| 15. | Liaoning Hongyun             | 30  | 6  | 9  | 15 | 034:470 | −13   | 27     |
| 16. | Wuhan Guanggu                | 30  | 0  | 0  | 30 | 000:900 | −90   | 0      |

| (M) | Amtierender Meister: Changchun Yatai                                    |
| (P) | Amtierender Pokalsieger: seit 2006 nicht ausgetragen                    |
| (N) | Aufsteiger der letzten Saison: Guangzhou Pharmaceutical, Chengdu Blades |

## Torschützenliste
| Pl. | Spieler                       | Mannschaft               | Tore |
| --- | ----------------------------- | ------------------------ | ---- |
| 01. | Éber Luís Cucchi              | Tianjin Teda             | 14   |
| 02. | Johnson Monteiro Pinto Macaba | Shenzhen Xiangxue        | 13   |
| 03. | Emmanuel Olisadebe            | Henan Siwu               | 12   |
| 03. | Luis Alfredo Ramírez          | Guangzhou Pharmaceutical | 12   |
| 04. | Du Zhenyu                     | Changchun Yatai          | 10   |
| 04. | Erivaldo Antonio Saraiva      | Zhejiang Greentown       | 10   |

## Kontroversen
Am 28. September kam es beim Spiel Beijing Guoan gegen Wuhan Guanggu zu Handgreiflichkeiten zwischen Wuhans Verteidiger Li Weifeng und Pekings Lu Jiang. Im Anschluss daran wurden beide am 1. Oktober von der Chinese Football Association (CFA) für acht Spiele gesperrt und mit einer Geldstrafe in Höhe von 8.000 ¥ belegt. Diese Strafe betrachtete das Management von Wuhan als unangemessen und drohte aus dem laufenden Wettbewerb auszusteigen. Da sich die CFA allerdings nicht verhandlungsbereit zeigte, entschied sich Wuhan am 7. Oktober tatsächlich dazu aus dem laufenden Wettbewerb auszusteigen und musste daraufhin eine weitere Strafzahlung in Höhe von 300.000 ¥ an den chinesischen Verband entrichten. Anschließend wurden alle Spiele mit Beteiligung von Wuhan mit 0:3 gewertet und der Verein wurde von allen Wettbewerben der CFA ausgeschlossen.